# Pekka Strang

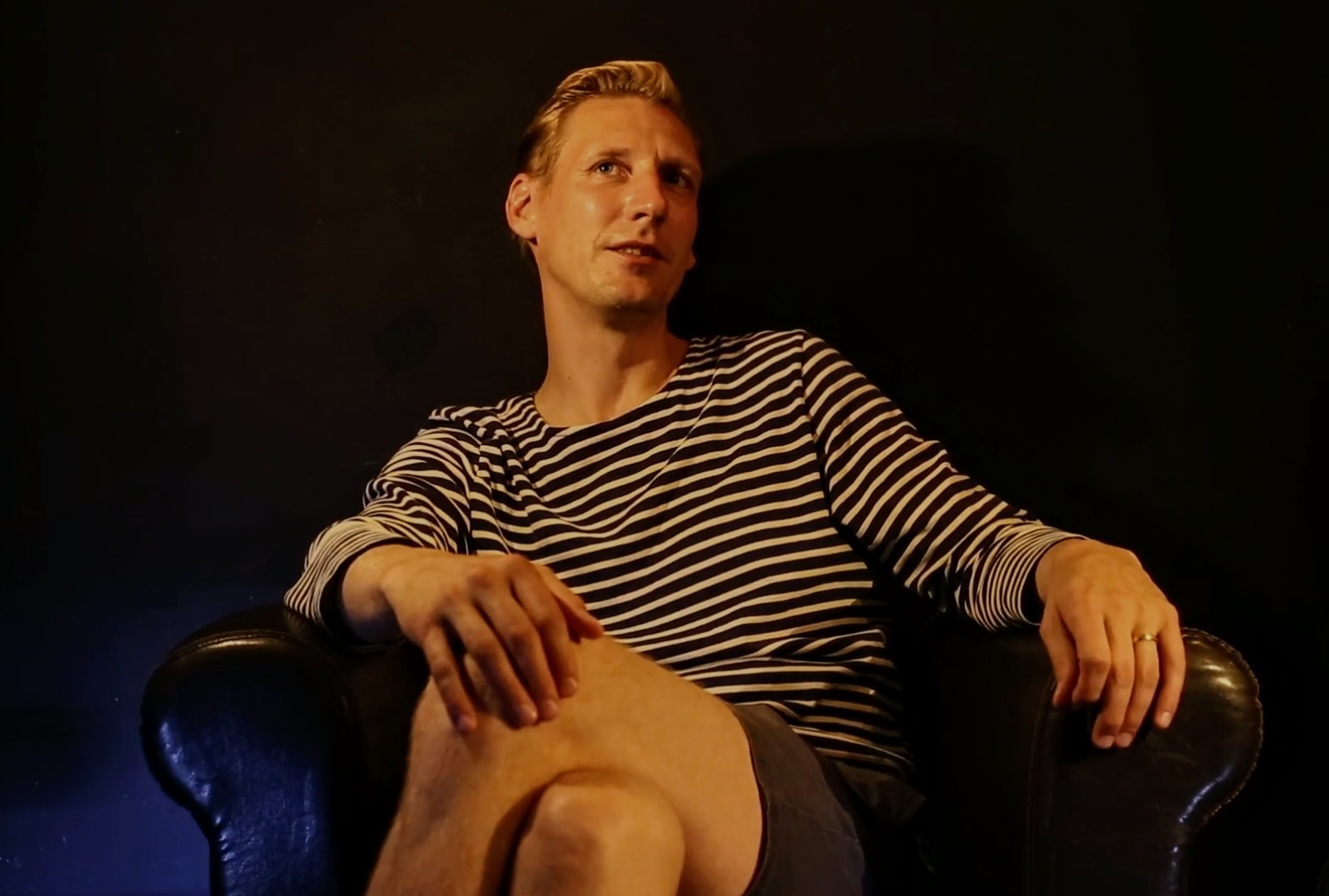
Pekka Strang (2017)

Pekka Kristian Strang (* 23. Juli 1977 in Helsinki) ist ein finnlandschwedischer Schauspieler und Theaterregisseur.

## Leben
Der Finnlandschwede Pekka Strang wuchs in der zweisprachigen Universitätsstadt Vaasa (schwedisch Vasa) auf. Von 1997 bis 2001 studierte er erfolgreich an der Theaterakademie Helsinki. Nach seinem Studium war er verstärkt am schwedischsprachigen Theater in Finnland tätig. So spielte er am Svenska Teatern, Wasa Teater und am Theater Viirus. Von 2005 bis 2014 war er als Theaterregisseur am Lilla Teatern in Helsinki engagiert.
Für seine Darstellung des Dani Bexar in dem von Peter Lindholm inszenierten Dramafilm Drakarna över Helsingfors (nach Kjell Westö) wurde Strang 2002 mit einer Nominierung als Bester Nebendarsteller für einen Jussi bedacht. Die Auszeichnung selbst konnte er 18 Jahre später als Bester Hauptdarsteller in dem Liebesfilm Koirat eivät käytä housuja („Hunde tragen keine Hosen“) für seine Darstellung des Juha entgegennehmen. Zudem spielte er 2017 in dem Film Tom of Finland die Hauptrolle.
Strang ist verheiratet und Vater dreier Kinder.

## Filmografie
- 2001: Drakarna över Helsingfors
- 2007: Colorado Avenue
- 2012: Liebe auf Finnisch (Vuosaari)
- 2015: Vilja und die Räuber (Me Rosvolat)
- 2016: Bordertown (Sorjonen, Fernsehserie, zwei Folgen)
- 2017: Katto
- 2017: Tom of Finland
- 2018: Berlin Station (Fernsehserie, eine Folge)
- 2019: Koirat eivät käytä housuja
- 2020: Die Jönsson Bande (Se upp för Jönssonligan)
- seit 2020: Kommissar Bäckström (Bäckström, Fernsehserie)
- 2021: Operation Omerta (Omerta 6/12)
- 2022: Grump (Mielensäpahoittaja Eskorttia etsimässä)
- 2022: Veden vartija
- 2022: The Knocking (Koputus)
- seit 2022: Transport (Fernsehserie)
- 2023: The Last Kingdom: Seven Kings Must Die
- 2024: The Summer Book